# Jugoslovensko ratno vazduhoplovstvo i protivvazdušna odbrana
La  Jugoslovensko ratno vazduhoplovstvo i protivvazdušna odbrana (in cirillico Југословенско ратно ваздухопловство и противваздушна одбрана - Aeronautica militare e difesa aerea jugoslava), spesso abbreviata in RV i PVO o Jugoslovensko ratno vazduhoplovstvo o JRV, è stata dal 1945 al 1992 l'aeronautica militare della Jugoslavia. Formata nel 1945 fu l'erede della JKRV l'aviazione del Regno di Jugoslavia, distrutta nel 1941 quando nel corso della seconda guerra mondiale la Jugoslavia venne occupata dalle potenze dell'Asse. La RV i PVO SFRJ fu tra le più potenti aviazioni di tutta Europa con centinaia di aerei. Alla fine del 1991 prima della dissoluzione contava 32000 effettivi.

## Storia
All'inizio del 1945 i partigiani di Tito avevano liberato una larga parte del territorio jugoslavo dagli occupanti. L'Esercito Popolare di Liberazione della Jugoslavia poteva contare su un certo numero di unità aeree addestrate ed equipaggiate dagli inglesi (Spitfire e Hurricane) e sovietici (Yak-3, Yak-7, Yak-9 e Ilyushin Il-2) oltre che alcune unità equipaggiate con velivoli catturati alla tedesca Luftwaffe e all'aviazione Ustascia quali Bf 109, Stuka e molti altri.
Il 5 gennaio 1945 le varie unità aeree dell'Esercito Popolare di Liberazione Jugoslavo vennero incorporate in una nuova Forza Aerea denominata Jugoslovensko ratno vazduhoplovstvo (JRV) ed allo stesso tempo i gruppi jugoslavi che erano stati addestrati da istruttori sovietici divennero operativi a Zemun presso Belgrado che divenne anche la sede del quartier generale. Dal 17 agosto 1944, quando i primi squadroni di Spitfire jugoslavi erano diventati operativi, fino alla fine della guerra in Europa, gli aerei jugoslavi furono impegnati in 3500 uscite per combattimento e 5000 ore di volo operativo, così quando la guerra era finita la JRV aveva già un nucleo di personale forte ed esperto.
Il 12 settembre 1945 a Belgrado venne istituita l'accademia Aeronautica per l'addestramento dei futuri piloti. Lo sviluppo della JRV venne ulteriormente incrementato con la creazione della Vazduhoplovnni savez Jugoslavije (VSJ) o Unione aeronautica della Jugoslavia dall'unione delle aviazioni delle sei repubbliche costituenti la federazione, con l'obiettivo comune di promuovere il volo sportivo e le tecnica aeronautica tra i giovani della nazione. Nel giugno 1947 la prima scuola di volo iniziò la formazione dei primi allievi a Borongaj presso Zagabria e molti di questi allievi avrebbero in futuro fatto parte dell'aviazione militare jugoslava.
Con la rottura Stalin-Tito e con la Jugoslavia che abbandonava il mondo comunista gli aiuti sovietici vennero meno e all'inizio degli anni cinquanta vi fu un avvicinamento all'occidente. Dall'Inghilterra i de Havilland Mosquito, e dagli Stati Uniti Republic F-47D Thunderbolt, Lockheed T-33 Shooting Star, Republic F-84 elicotteri Westland Dragonfly e intercettori F-86 Sabre.
Nel 1959 la JRV venne unificata con le unità di difesa aerea che operavano con l'esercito dando vita alla JRViPV, Ratno vazduhoplovstvo i protivvazdushna odbrana o Aeronautica militare e difesa aerea jugoslava.
Con l'avvento di Nikita Kruscev quale leader sovietico le relazioni con l'URSS migliorarono, nonostante la Jugoslavia si affermasse sempre più come leader del Movimento dei Non-Allineati la collaborazione militare tra i due stati comunisti riprese con la consegna nel settembre 1962 dei primi MiG-21.
Nel corso degli anni sessanta e degli anni settanta, oltre agli aerei acquistati dai sovietici, diversi aerei ed elicotteri dell'aviazione jugoslava vennero costruiti nelle industrie nazionali SOKO e Utva alcuni su licenza, con l'industria jugoslava che si affermò anche nell'esportazione. Nei primi anni 80 venne impostato il progetto Novi Avion per rendere la Jugoslavia autosufficiente in quanto a equipaggiamento militare ma dopo la dissoluzione della Jugoslavia stessa il progetto venne accantonato quando già era in produzione un prototipo.
Alla fine degli anni ottanta nell'aviazione jugoslava erano in servizio i seguenti velivoli:
J-21, J-22, G-4, G-2, SA.342 GAMA, MiG-29, MiG-21 SA.341 HERA, Ka-25, Ka-28, Mi-14, Utva 75, An-2, An-26, YAK-40, Falcon 50, Learjet 25, Mi-8.
Dopo la dissoluzione della Jugoslavia la maggior parte degli equipaggiamenti passò all'aviazione della nuova Federazione Jugoslava che ne ereditò anche il nome che venne mantenuto fino al 2003 quando prese il nome di Ratno vazduhoplovstvo i protiv vazdušna odbrana Vojske Srbije i Crne Gore.
Durante la Guerra del Kosovo circa 50 aerei furono perduti, quando nel 1999 la Federazione Jugoslava venne attaccata dalla NATO con l'Operazione Allied Force.